# Tępy Szczyt
Tępy Szczyt (česky doslovně Tupý štít, německy Kleines Rad) je hora na polské straně Krkonoš (asi 200 m od česko-polské hranice) mezi vrcholy Malý Šišák a Stříbrný hřbet, jehož je vedlejším vrcholem. Nachází se 5 km severoseverovýchodně od Špindlerova Mlýna a 7 km západojihozápadně od Karpacze.
Vrchol je porostlý klečí, na strmém severním svahu jsou četná suťová pole.

## Čertův důl
Na české straně hraničního hřebene je pod Tupým štítem zaříznutý Čertův důl, který vyhloubila bystřina Čertova strouha, pramenící na Stříbrném hřbetu. Čertova strouha ústí do Bílého Labe u boudy U Bílého Labe, odkud směřuje do Čertova dolu stejnojmenná naučná stezka, ze které lze kromě nádherných přírodních scenérií obdivovat i důmyslnou soustavu umělých přepážek, dláždění i jiných úprav říčního koryta, pocházejících z počátku 20. století.

## Přístup
Samotný vrchol se nachází v neprostupné kleči a vzhledem k ochraně území je nepřístupný. Z jihu ho ve vzdálenosti 200 metrů obchází hlavní krkonošská hřebenovka - červeně značená cesta česko-polského přátelství, ze severu pak v obdobné vzdálenosti zeleně značená cesta od Špindlerovy boudy ke skalám Pielgrzymy.